# 38 cm SK L/45
Il 38 cm Schnellfeuerkanone L/45 o 38 cm SK L/45 era un cannone ferroviario tedesco della prima guerra mondiale, di origine navale. Era anche soprannominato Langer Max.

## Storia

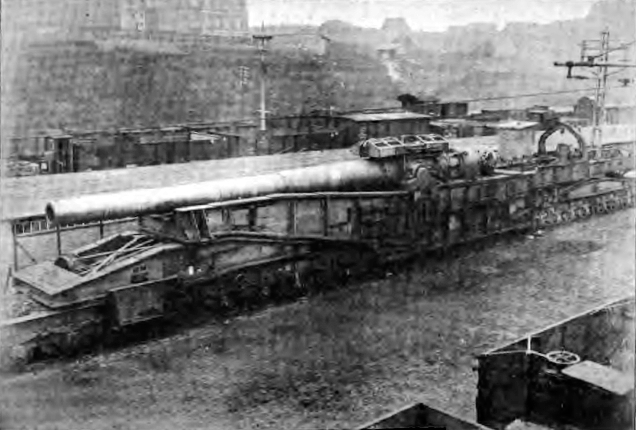
Un Langer Max in configurazione di trasferimento. Visibile dietro alla bocca da fuoco l'argano di sollevamento per le munizioni.

Il 38 cm SK L/45 era stato sviluppato da Krupp originariamente per armare le navi da battaglia della Kaiserliche Marine classe Bayern. In seguito al ritardo nell'entrata in servizio delle navi, i vertici tedeschi si resero conto che la lunga gittata di questi cannoni sarebbe risultata estremamente utile all'artiglieria d'assedio e a quella costiera. Essi vennero schierati sia in postazione fissa (Anschiessgerüst) che rischierabile su piazzola in cemento (Bettungsgerüst), che comunque richiedeva settimane o mesi di preparazione. Per soddisfare le richieste di una maggiore mobilità e di una più veloce messa in batteria, alla fine del 1917 Krupp sviluppò un impianto combinato affusto ferroviario-piattaforma di tiro (Eisenbahn und Bettungsgerüst - E.u.B.), con il quale furono equipaggiati i cannoni destinati alle SMS Sachsen e SMS Württemberg, la cui costruzione era stata sospesa. Nel frattempo, l'affusto ferroviario e le canne ritubate dei Langer Max furono impiegati per realizzare il potente Parisgeschütz.
Destinati al parco d'assedio sul fronte orientale, due di questi cannoni entrarono in azione la prima volta nel bombardamento di Verdun. Solo un cannone fu trasferito allo Heer ed assegnato alla Sächsische Batterie 1015, che dal 15 luglio 1918 entrò in azione a Bézu-Saint-Germain sparando 141 colpi. I restanti cannoni erano di supporto all'esercito ma erano operati dalla Kaiserliche Marine. Tre Langer Max parteciparono all'offensiva di primavera nel 1918 e due bombardarono i francesi durante la seconda battaglia della Marna. Alcuni pezzi furono assegnati alle batterie costiere "Pommern" e "Deutschland", sulla costa fiamminga, a difesa di Ostenda. Nel novembre 1918 l'Esercito belga recuperò un Langer Max abbandonato nella stazione di Bruxelles, mentre i restanti 7 cannoni erano stati trasferiti in Germania prima dell'armistizio di Compiègne, per essere assegnati alle difese costiere. Tutti e 7 furono distrutti nel 1921-1922 in applicazione delle clausole armistiziali. Il Belgio vendette il Langer Max catturato alla Francia nel 1924 per impieghi sperimentali; questo stesso cannone fu catturato dai tedeschi dopo la resa della Francia nel 1940, ma non fu reimmesso in servizio dalla Wehrmacht.

## Tecnica
La bocca da fuoco, lunga 42 calibri, impiegava un otturatore a cuneo orizzontale. Rispetto all'originale navale, subito dietro agli orecchioni il pezzo montava un grande contrappeso pieghevole; questa soluzione, pesante ma semplice, fu preferita all'installazione di equilibratori. Era pieghevole in modo da poter essere abbassato durante i trasferimenti del cannone.

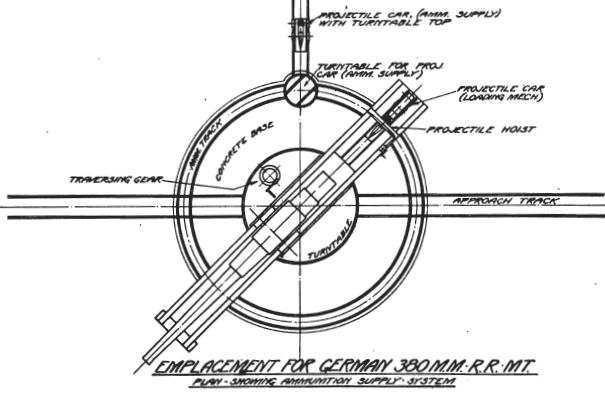
La piazzola l'affusto sulla piattaforma rotante centrale, la rotaia principale e la rotaia circolare per il munizionamento

Nella versione ferroviaria E.u.B, l'affusto a trave, portante la culla, poggiava sul davanti su due carrelli a 5 assi e posteriormente su due carrelli a 4 assi. Questo affusto consentiva di fare fuoco sia da un adeguato tratto di binario che da una postazione fissa su piazzola in cemento. Quando utilizzato su rotaia, le forze di rinculo erano dissipate dalla combinazione dell'azione dei freni di sparo sulla culla e dal rotolamento all'indietro dell'intero affusto sulle rotaie. Il puntamento orizzontale sommario si otteneva spostando il pezzo lungo un tratto curvilineo di rotaia, già presente o più frequentemente costruito appositamente dal genio militare, mentre il puntamento di precisione, limitato a 2°, veniva effettuato sull'affusto stesso. Per il caricamento la canna doveva ogni volta essere riportata ad elevazione 0°. Uno dei problemi del tiro su rotaia era che il lungo rinculo della culatta impediva di superare 18°30' di elevazione, per evitare di urtare il terreno a fine corsa; questa elevazione limitava la gittata a 22,2 km.
I tedeschi iniziarono la costruzione delle prime postazioni in cemento (Betonbettung) nell'inverno 1917-1918, in previsione della offensiva di primavera. Dal maggio 1918, lo Heer iniziò ad impiegare una piattaforma in acciaio rimovibile (Bettung mit Eisenunterbau), che permise di ridurre i tempi di realizzazione delle installazioni da oltre un mese a tre settimane. L'installazione era formata da una piattaforma rotante al centro del pozzo della piazzola, dalla rotaia principale, da due rotaie ausiliarie parallele alla principale per la gru a portale (necessaria per assemblare il complesso) e da una rotaia circolare intorno al pozzo per il trasporto delle munizioni. La piattaforma rotante centrale aveva su un asse la sezione centrale della rotaia principale e sull'asse perpendicolare a questo il supporto per l'affusto. Per mettere in batteria l'E.u.B., l'affusto scorreva sulla rotaia principale fino a centrare la parte corrispondente alla culla sulla piattaforma rotante; poi l'affusto veniva sollevato, venivano sganciati i quattro carrelli ferroviari e la piattaforma centrale ruotava di 90° in modo da allineare i sostegni all'affusto, che veniva poi abbassato su di esse. Queste installazioni non limitavano l'elevazione come su ferrovia in quanto la culatta rinculava nel pozzo centrale della piazzola.

## Munizionamento

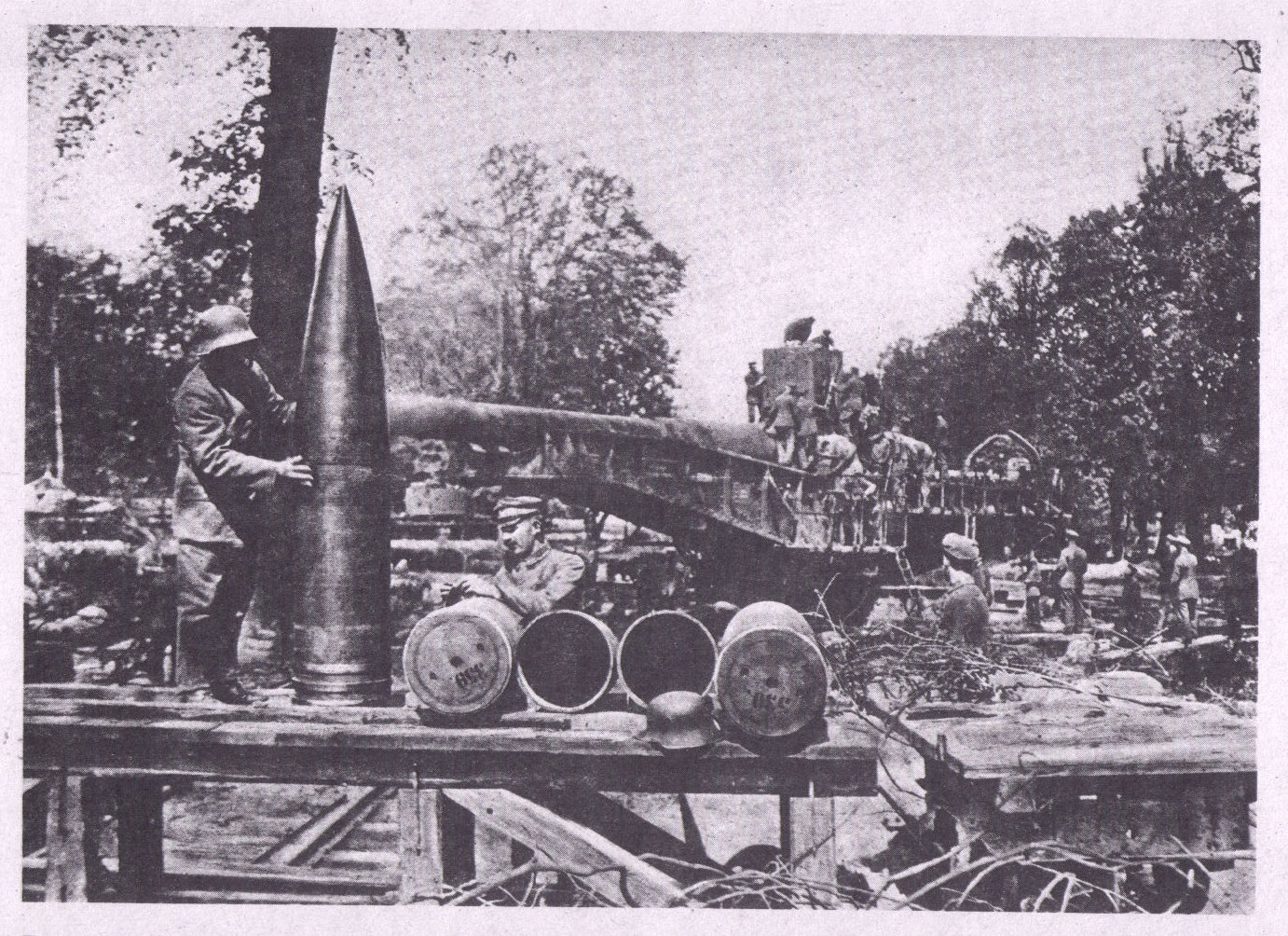
Proietto da 38 cm

Quando impiegato su ferrovia, sull'ultimo carrello dell'affusto era montata una estensione che permetteva il trasferimento delle munizioni dal carro-munizioni alla rotaia di caricamento, sulla quale venivano spinte manualmente fino alla culatta. Sulle installazioni in piazzola invece l'estensione veniva rimossa e le munizioni, trasportate da carrellini lungo la rotaia circolare esterna, venivano sollevate attraverso un portello nella piattaforma di tiro dell'affusto tramite un argano e poi immesse sulla rotaia di caricamento. La calcata era manuale e richiedeva almeno 12 serventi. La munizione era di tipo navale, separata con carica di lancio principale in bossolo metallico e cariche supplementari in sacchetti di tela, da calcare prima del bossolo. La gittata più alta confermata per una granata del Langer Max è di 44 km, durante il bombardamento di Dunkerque effettuato dalla batteria Pommern nelle Fiandre nel 1917-1918.
| Tipo                                                             | Modello                                  | Peso (kg) | Carica esplosiva (kg) | Velocità alla volata (m/s) | Gittata (km) |
| ---------------------------------------------------------------- | ---------------------------------------- | --------- | --------------------- | -------------------------- | ------------ |
| granata HE con spoletta posteriore                               | Sprenggranate L/4.1 m. Bdz.              | 750       | 67                    | 800                        | 34,2         |
| granata HE con spoletta posteriore e cappuccio balistico         | Sprenggranate L/5.4 m. Bdz. (mit Haube)  | 743       | 62                    | 800-890                    | 38,7         |
| shrapnel                                                         | Stschr L/3.4                             | 750       | 6,7                   | ?                          | 22,6         |
| granata HE leggera con spoletta posteriore e cappuccio balistico | leichte Sprgr m. Bdz. u. Kz. (mit Haube) | 400       | 31                    | 1040                       | 47,5         |
| granata HE con cappuccio balistico                               | Sprenggranate L/4.4 (mit Haube)          | ?         | ?                     | ?                          | 55,0         |